# Civitavecchia Calcio 1984-1985
Questa voce raccoglie le informazioni riguardanti il Civitavecchia Calcio nelle competizioni ufficiali della stagione 1984-1985.

## Rosa
| N. |                   | Ruolo | Calciatore          |
| -- | ----------------- | ----- | ------------------- |
|    | Italia (bandiera) | C     | Paolo Barili        |
|    | Italia (bandiera) | D     | Lucio Caccialupi    |
|    | Italia (bandiera) | C     | Davide Cacciatori   |
|    | Italia (bandiera) | C     | Gaetano Colapietro  |
|    | Italia (bandiera) |       | Cosentino           |
|    | Italia (bandiera) | P     | Ernesto De Felici   |
|    | Italia (bandiera) | C     | Andrea Di Rosa      |
|    | Italia (bandiera) |       | Droghini            |
|    | Italia (bandiera) |       | Faraglia            |
|    | Italia (bandiera) | A     | Claudio Lovison     |
|    | Italia (bandiera) | C     | Fabrizio Manca      |
|    | Italia (bandiera) | C     | Federico Mangiabene |
|    | Italia (bandiera) | C     | Luca Ottavi         |

| N. |                   | Ruolo | Calciatore            |
| -- | ----------------- | ----- | --------------------- |
|    | Italia (bandiera) | A     | Francesco Palo        |
|    | Italia (bandiera) | C     | Luigi Paolini (II)    |
|    | Italia (bandiera) | D     | Primo Petronilli      |
|    | Italia (bandiera) | D     | Salvatore Polverino   |
|    | Italia (bandiera) | A     | Daniele Rispoli       |
|    | Italia (bandiera) | D     | Massimo Salzano       |
|    | Italia (bandiera) | A     | Marco Serpilli        |
|    | Italia (bandiera) | D     | Roberto Sesena        |
|    | Italia (bandiera) |       | Soro                  |
|    | Italia (bandiera) | P     | Franco Superchi       |
|    | Italia (bandiera) | C     | Corrado Rocco Tamalio |
|    | Italia (bandiera) |       | Venturini             |
|    | Italia (bandiera) | C     | Massimo Zanzi         |